# Rosario de Perijá
Rosario de Perijá is een gemeente in de Venezolaanse staat Zulia. De gemeente telt 82.500 inwoners. De hoofdplaats is La Villa del Rosario.